# Schlacht von Jilib
Die Schlacht von Jilib war eine Schlacht im Rahmen des somalischen Bürgerkriegs zwischen der Union Islamischer Gerichte (ICU) und deren verbündeten Milizen einerseits und Truppen Äthiopiens und der Föderalen Übergangsregierung (TFG) andererseits, bei dem es um die Kontrolle der Stadt Jilib ging. Sie begann am 31. Dezember 2006, als Truppen der ICU die Stadt besetzten und verteidigten, um den Vormarsch der Regierungstruppen nach Kismaayo zu verhindern, was der letzte Stützpunkt der Union Islamischer Gerichte war.

## Hintergrund
Nach dem Fall von Mogadischu flohen etwa 3000 Kämpfer der Union islamischer Gerichte in die Hafenstadt Kismaayo, den letzten Stützpunkt, den die Islamisten noch hielten, 500 Kilometer südlich. In Kismaayo war der Befehlshaber der Union Islamischer Gerichte, Sharif Sheikh Ahmed, angriffslustig: „Wir werden nicht vor unseren Feinden wegrennen. Wir werden nie aus Somalia weggehen. Wir werden in unserer Heimat bleiben.“
In Jilib setzten die Islamisten Bulldozer ein, um Gräben und Verteidigungspositionen zu errichten. Neben den etwa 3000 Kämpfern hatten sie 60 Technicals zur Verfügung, auf die Panzerabwehr und Luftabwehrwaffen montiert waren. Bis zu 4700 Personen sind aus dem Gebiet vor dem Ausbruch der Kämpfe geflohen.
Am Samstag, dem 30. Dezember 2006 erreichten kombinierte Truppen Äthiopiens und der TFG die Stadt Jilib, die letzte größere Stadt auf dem Weg nach Kismaayo. Scheich Sharif Sheikh Ahmed forderte die ICU-Kämpfer zum Widerstand auf.

## Verlauf
Am Sonntag, dem 31. Dezember 2006, begannen die Kämpfe in den dichten Wäldern in der Nähe von Helashid, 18 Kilometer nordwestlich von Jilib. Äthiopische MiG-Kampfflugzeuge, Panzer, Artillerie und Mörser griffen islamistische Stellungen an. Bewohner berichteten, dass die Straße nach Jilib durch die ICU mit ferngesteuerten Landminen versehen wurde. Äthiopische und Übergangsregierungstruppen griffen auch Bulobaley mit Mörsern und Raketen an.
Gegen 17:00 Uhr brachen in den Außenbezirken von Jilib heftige Gewehrgefechte zwischen islamistischen Kämpfern und Truppen der durch Äthiopien gestützten Übergangsregierung aus. Außerdem wurden durch die äthiopische Armee Panzer und gepanzerte Fahrzeuge gestellt. Einwohner berichteten, dass der Lärm von schwerem Artilleriegeschütz bis nach Jamaame zu hören gewesen sei.
Der Anführer der Islamisten Scheich Yusuf Hassan sagte: „Die Kämpfe haben begonnen. Es gibt schwere Verluste auf beiden Seiten.“ Er fügte hinzu, sie würden nicht aufgeben. „Wir werden bis zum Tod kämpfen, um Jilib und Kismaayo zu verteidigen“.
Der Außenminister der somalischen Übergangsregierung, Ismail Mohammed Hurreh Buba (Esmael Mohamud Hurreh), erklärte, die Kämpfe nähmen einen guten Verlauf für die Übergangsregierung, und die Kämpfe um Kismaayo würden noch etwa zwei Tage dauern. Er meinte, an der Küste Somalias solle nach Daus Ausschau gehalten werden, kleinen Booten, die möglicherweise Unterstützung für die Union islamischer Gerichte in Kismaayo bringen könnten. Die vor Dschibuti stationierte United States Fifth Fleet maritime task force patrouillierte vor der somalischen Küste, um zu verhindern, dass Kämpfer der Union einen „Angriff starten oder Personal, Waffen oder sonstiges Material transportieren“, wie Commander Kevin Aandahl sagte.
Während der Nacht wurden die Artillerieangriffe fortgesetzt und die Frontlinie der Union zurückgedrängt. Eine Meuterei innerhalb der Union führte zur Zersplitterung ihrer Truppen, sodass sie schließlich Jilib wie Kismaayo verließen. Um 10 Uhr p.m. verklangen die Kampfgeräusche. Gegen Mitternacht war die Front der ICU in Jilib zusammengebrochen und die Kämpfer begannen zu flüchten. Gegen zwei Uhr morgens verließen sie ebenfalls Kismaayo. Angehörige ortsansässiger Milizen patrouillierten durch die Straßen und vereinzelt wurde das Eigentum von Angehörigen der Union geplündert. Die Islamisten flüchteten in Richtung Raas Kaambooni im Süden Somalias und in Richtung der kenianischen Grenze.

Karte des weiteren Verlaufs

Daraufhin regte die Übergangsregierung die Schließung der Grenze durch Kenia an.

## Folgen
Während sich die Union islamischer Gerichte an die kenianische Grenze zurückzog, rückten die Truppen der Übergangsregierung langsam nach Kismaayo vor, wobei sie den vielen gelegten Landminen ausweichen mussten. Am 1. Januar erreichten sie Kismaayo und nahmen es kampflos ein.
Danach konzentrierten sich die militärischen Operationen darauf, die Grenzen zu Kenia in den Gebieten von Afmadow und Badhadhe in der Region Jubbada Hoose zu sichern. Die äthiopische Luftwaffe und Kampfhubschrauber griffen den grenznahen Ort Doble (Dhoobley) bei Afmadow an, um den Grenzübertritt von Elementen der Union zu verhindern. Nach Mitternacht schwächten sich die Kämpfe ab.
Am 4. Januar wurde berichtet, dass die Truppen der Union islamischer Gerichte in den Distrikten Afmadow und Badade verstreut und möglicherweise in Raas Kaambooni, der früheren Hochburg der islamistischen Organisation Al-Ittihad Al-Islamiya (AIAI), konzentriert seien. Truppen Äthiopiens und der Übergangsregierung nahmen am 2. Januar die Distrikthauptstadt Afmadow und am 3. Januar Dhobley ein und waren unterwegs nach Badade nördlich von Raas Kaambooni.